# Батуринське
Батуринське (раніше хутір Зарукавне, Батуринський) — колишнє село в Україні, у Бахмацькому районі Чернігівської області. Підпорядковувалось Тиницькій сільській раді.
Розташовувалося за 5 км на південь від Тиниці, на висоті 156 м над рівнем моря.
Складалося з єдиної дугоподібної вулиці протяжністю понад 2 км.
Вперше зафіксоване у документах 1850-х років як хутір Зарукавне. У 1920-30-х роках — Батуринський, ймовірно, з повоєнних років встановилася назва Батуринське.
Станом на середину 1980-х у селі ніхто не проживав.
23 лютого 1987 року Чернігівська обласна рада зняла село з обліку.
Сьогодні колишня вулиця села є дорогою між полями, територія колишнього села повністю розорана. Північніше серед полів збереглося кладовище зниклого села.